# Communauté rurale de Diouboudou
La communauté rurale de Diouboudou est une communauté rurale du Sénégal située en Casamance, au sud du pays. 
Créée en 2008, elle fait partie de l'arrondissement de Simbandi Brassou, du département de Goudomp et de la région de Sédhiou.